# Советско-японская декларация (1956)
Советско-японская декларация 1956 года (Московская декларация) — совместная декларация СССР и Японии, прекращающая состояние войны между странами.
Была подписана 19 октября 1956 года в Москве председателем Совета министров СССР Николаем Булганиным и премьер-министром Японии Итиро Хатоямой. С советской стороны декларацию также подписал министр иностранных дел Дмитрий Шепилов, а с японской — министр земледелия и лесоводства Итиро Коно и депутат Палаты представителей Сюници Мацумото.
8 декабря 1956 года Президиум Верховного Совета СССР и Правительство Японии ратифицировали декларацию. Обмен ратификационными грамотами был произведён в городе Токио 12 декабря 1956 года.
Декларация способствовала нормализации советско-японских отношений; СССР и Япония обменялись послами.

## Основные положения
В соответствии с Декларацией, состояние войны, существовавшее между СССР и Японией с 9 августа 1945 года, было прекращено со дня вступления Декларации в силу; между двумя государствами восстанавливались мир и добрососедские отношения, СССР и Япония условились о восстановлении дипломатических и консульских отношений, согласились продолжить переговоры о заключении мирного договора.
Декларацией предусматривалось, что в короткие сроки между СССР и Японией начнутся переговоры о заключении договоров или соглашений по вопросам торговли и торгового мореплавания; одновременно с Декларацией вступят в силу конвенция о рыболовстве и соглашение о спасении людей, терпящих бедствие на море, от 14 мая 1956 года.
Также страны подтвердили, что в своих отношениях будут руководствоваться принципами Устава ООН, обязались не вмешиваться прямо или косвенно во внутренние дела друг друга. СССР изъявил готовность поддержать просьбу Японии о принятии её в члены ООН, согласился освободить всех японских граждан, осуждённых в СССР, и репатриировать их в Японию.
Декларация зафиксировала отказ сторон от взаимных претензий, возникших в результате войны, а также отказ СССР от репарационных претензий к Японии.
Одновременно с Декларацией был подписан протокол о развитии торговли и взаимном предоставлении режима наибольшего благоприятствования.

## Последствия
В условиях холодной войны Н. С. Хрущёв хотел передачей двух островов и последующим мирным договором подвигнуть Японию к принятию статуса нейтрального государства, по аналогии со Швейцарской Конфедерацией или Австрийской Республикой (с 1955 года). Тем не менее японская сторона позднее отказалась от подписания мирного договора под давлением США, которые пригрозили, что в случае снятия Японией претензий на острова Кунашир и Итуруп, в состав Японии не будет возвращён архипелаг Рюкю с островом Окинава, который на основании Статьи 3 Сан-Францисского мирного договора тогда находился под управлением США.
19 января 1960 года Япония подписала с США «Договор о взаимодействии и безопасности между США и Японией», согласно которому японские власти разрешили американцам пользоваться в течение последующих 10 лет военными базами на своей территории, содержать там сухопутные, военно-воздушные и военно-морские силы.
27 января 1960 года правительство СССР заявило, что поскольку данное соглашение направлено против СССР и КНР, советское правительство отказывается рассматривать вопрос о передаче островов Японии, поскольку это приведёт к расширению территории, используемой американскими войсками.
Согласно Памятным запискам советского правительства от 27 января 1960 года и от 24 февраля 1960 года в связи с подписанием между Японией и США соответствующего Договора «складывается новое положение, при котором невозможно осуществление обещания Советского правительства о передаче Японии островов Хабомаи и Шикотана», подписание Договора «находится в противоречии с Совместной советско-японской декларацией от 19 октября 1956 г.», кроме этого, «заявление, что Япония будет неотступно добиваться возвращения не только островов Хабомаи и Шикотан, но также и других территорий, Советское правительство не может рассматривать иначе, как проявление опасных тенденций к реваншизму».
В Памятной записке советского правительства правительству Японии от 24 апреля 1960 года указывалось на то, что вопрос принадлежности территорий решён: «Вновь выдвигая необоснованные претензии в отношении принадлежащих Советскому Союзу территорий, японское правительство в памятной записке произвольно утверждает, что по совместной декларации стороны якобы договорились считать, что территориальный вопрос оставляется для дальнейшего обсуждения. Советское правительство отклоняет такое утверждение, поскольку подобной договорённости в действительности не было и не могло быть. Территориальный вопрос между СССР и Японией решён и закреплён соответствующими международными соглашениями, которые должны соблюдаться».

## Дипломатическая позиция России
14 ноября 2004 года глава МИДа России С. Лавров в преддверии визита президента России Владимира Путина в Японию заявил, что Россия как правопреемник СССР признаёт Декларацию 1956 года как существующую и готова вести территориальные переговоры с Японией на её базе.